# حبیب‌الله سیاری
حبیب‌الله سیاری (زاده ۱۹ دی ۱۳۳۴) دریادار تکاور ارتش جمهوری اسلامی ایران است، که از سال ۱۳۹۶ به‌عنوان معاون هماهنگ‌کننده و رئیس ستاد ارتش جمهوری اسلامی ایران فعالیت می‌کند و از اعضای هیئت علمی دانشگاه عالی دفاع ملی است. وی در فاصله سال‌های ۱۳۸۶ تا ۱۳۹۶ فرمانده نیروی دریایی ارتش بود.
سیاری در سال ۱۳۵۳ به استخدام ارتش شاهنشاهی ایران درآمد و پس از طی دوره مقدماتی در رشته تکاوری، فعالیت در نیروی دریایی شاهنشاهی ایران را آغاز کرد. او دوره‌های کلاه سبزی، دافوس و علوم استراتژیک را در دانشگاه عالی دفاع ملی گذرانده است. وی در طول جنگ ایران و عراق از تکاوران نیروی دریایی ارتش بود و ۷۵ ماه حضور فعال در جنگ در سوابقش ثبت شده است و جانباز ۷۵٪ می‌باشد.
او از ۱۳۷۴ تا ۱۳۷۷ جانشین فرمانده منطقه یکم دریایی امامت بود، از ۱۳۷۷ تا ۱۳۷۸ فرماندهی منطقه چهارم دریایی را برعهده داشت و در فاصله سال‌های ۱۳۷۹ تا ۱۳۸۲ به‌عنوان جانشین معاون هماهنگ‌کننده ارتش فعالیت می‌کرد. وی از ۱۳۸۲ تا ۱۳۸۴ معاون امور اجرایی و پشتیبانی رزمی ستاد مشترک ارتش بود و از ۱۳۸۴ تا ۱۳۸۶ به عنوان جانشین فرمانده نیروی دریایی ارتش فعالیت می‌کرد.

## زندگی‌نامه
حبیب‌الله سیاری در دی‌ماه ۱۳۳۴ در نوبندگان، شهرستان فسا، استان فارس زاده شد. او پس از دریافت مدرک دیپلم متوسطه، وارد دانشکده افسری نیروی زمینی شد و پس از اتمام تحصیلات مقدماتی در سال ۱۳۵۳ به استخدام ارتش شاهنشاهی ایران درآمد. وی پس از طی دوره مقدماتی در رسته تکاوری فعالیت در نیروی دریایی ارتش را آغاز کرد.
از جمله مسئولیت‌های سیاری می‌توان به فرماندهی آموزش تفنگداران دریایی منجیل، فرماندهی تیپ یکم تفنگداران دریایی بندرعباس، جانشین فرمانده منطقه یکم دریایی، فرمانده آموزش تخصص‌های دریایی رشت و منطقه چهارم دریایی نداجا اشاره کرد. سیاری پس از آن به ستاد مشترک ارتش منتقل شد و به‌عنوان جانشین معاون هماهنگ‌کننده و معاون امور اجرایی و پشتیبانی خدمات رزمی ستاد مشترک ارتش به ایفای نقش پرداخت. وی در سال ۱۳۸۴ به نداجا بازگشت و تا سال ۱۳۸۶ جانشین فرمانده نیروی دریایی ارتش بود، سپس برای مدت یک دهه در فاصله سالهای ۱۳۸۶ تا ۱۳۹۶ فرماندهی نیروی دریایی ارتش را برعهده داشت. سیاری از آبان ۱۳۹۶ به‌عنوان معاون هماهنگ‌کننده فرمانده کل ارتش فعالیت می‌کند و ریاست ستاد مشترک ارتش را برعهده دارد. هم‌اکنون درجه نظامی وی دریادار (معادل سرتیپ) است.

## جنگ ایران و عراق
سیاری در نخستین روزهای حمله ارتش عراق به خرمشهر و آغاز رسمی جنگ ایران و عراق به عنوان یکی از تکاوران گردان تکاوران دریایی بوشهر، در منطقه عملیاتی آبادان-خرمشهر حضور داشت. وی در عملیات‌های نبرد خرمشهر، حصر آبادان و آزادسازی خرمشهر، همچنین عملیات مروارید حضوری فعال داشت و در خلال عملیات ثامن‌الائمه بر اثر اصابت ترکش خمپاره، به شدت مجروح شد. او در طول جنگ در مجموع ۹۴ ماه در مناطق عملیاتی بود و در این مدت بالغ بر ۳۲ مأموریت جنگی در پرونده نظامی وی ثبت شده است.

## انتقاد از صدا و سیما و سپاه پاسداران

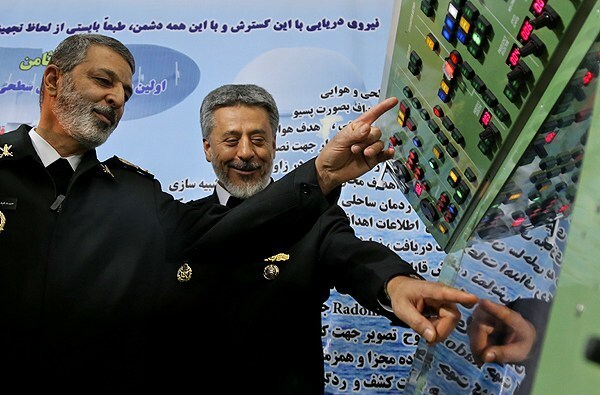
سیاری و سید عبدالرحیم موسوی در رونمایی از سامانه‌های نیروی دریایی ارتش جمهوری اسلامی ایران، آذر ۱۳۹۳

مصاحبه‌ای با عنوان «ناشنیده‌های ارتش از زبان امیر سیاری» از او در وب‌سایت خبرگزاری ایرنا پخش شد در حالی که به سوال‌های سه خبرنگار ایرنا پاسخ می‌داد. این مصاحبه، دقایقی پس از انتشار از روی وبسایت ایرنا حذف شد. سیاری در این مصاحبه به‌طور غیرمستقیم سخنانی مطرح کرد که می‌تواند انتقاد از سپاه پاسداران تلقی شود و از صدا و سیما هم به خاطر بی‌اهمیت نشان دادن نقش ارتش در جنگ انتقاد کرده است. سیاری در سخنانش حضور نیروهای مسلح را در فعالیت‌های سیاسی و اقتصادی نفی کرد.
«ما در سیاست دخالت نمی‌کنیم … سیاست زدگی برای نیروهای مسلح آسیب است … او دربارهٔ فعالیت‌های اقتصادی نظامیان هم گفت: «به صلاح نیروهای مسلح نیست که وارد بحث اقتصادی شوند چون از اصل قضیه خود دور می‌شوند.»
دریادار سیاری در بخش دیگری از سخنانش از بی‌توجهی به نقش ارتش در جنگ هشت ساله انتقاد کرد. آقای سیاری با اشاره به فعالیت‌های توپخانه ارتش، هوانیروز و نیروی هوایی گفت:
«دریا که کلا در اختیار ارتش بود. نیروی دریایی سپاه سال ۶۵ شکل گرفت … کجا می‌توانید بگویید که ارتش نبوده؟ … شما البته فیلم می‌سازید که یک سیدی، یک حاجی با یک تیربار ژ-۳ و یک دستی یک لشکر را ظرف ۲۴ ساعت از بین می‌برد. اگر این‌طور است، ظرف ۱۲ شبانه روز ۱۲ لشکر عراق از بین می‌رفت دیگر! هشت سال (جنگ) برای چی بود؟ … من قانونی شکایت کردم. برای رئیس صدا و سیما هم نامه نوشتم. پیگیری هم کردیم … هیچ‌کس هم جواب ما را نداد … معلوم است که یک چیزی پشت پرده هست، تو خود سیستم صدا و سیما.»
وی همچنین از تصویری که از ولی‌الله فلاحی در فیلم «چ» ساخته ابراهیم حاتمی‌کیا ارائه می‌شود نیز به شدت انتقاد کرد و گفت شخصاً به کارگردان گفته است این تصویر فرمانده او نیست و این موضوع او را به گریه انداخته است.

### علت حذف
خبرگزاری ایرنا در توییتر نوشت که این حذف به خاطر درخواست روابط عمومی ارتش انجام شده است و گفت:
«مصاحبه با امیر دریادار سیاری در همکاری مشترک ایرنا و روابط عمومی ارتش انجام و نهایی شد. اما پس از مدت زمانی بسیار کوتاه، به دلیل اعلام روابط عمومی ارتش مبنی بر ضرورت اعمال برخی اصلاحات فنی و محتوایی مصاحبه موقتاً از دسترس خارج شد.»— توییتر

### شکایت سپاه پاسداران از مدیران و خبرنگاران ایرنا
مهدی محمودیان، روزنامه‌نگار ایرانی، در توییتر خبر داد که با شکایت سپاه پاسداران و وزارت اطلاعات، برای پنج نفر از مدیران و خبرنگاران ایرنا به خاطر انتشار مصاحبه با حبیب‌الله سیاری پرونده تشکیل شده و برخی وسایل آنها توقیف شده است. او در ادامه نوشت تشکیل پرونده قضایی علیه این پنج نفر در حالی صورت گرفته که این مصاحبه «به درخواست ارتش»، «در استودیو ارتش» و «با حضور مدیران روابط عمومی ارتش» ضبط شد و مسئولان ارتش قبل و بعد از مصاحبه در تمامی مراحل نظارت داشتند.

#### تکذیب شکایت
رمضان شریف سخنگوی سپاه پاسداران روز یک‌شنبه ۲۱ تیر ۱۳۹۹ گفت «شکایتی از ایرنا نداشته‌ایم» و «اخبار کذب منتشره مورد پیگیری قرار خواهد گرفت» و «اینگونه خبرسازی‌ها تأثیری در وحدت و اخوت تزلزل ناپذیر سپاه و ارتش» ندارد.

## تحصیلات
سیاری دوره‌های کلاه سبزی، دافوس و دکتری علوم استراتژیک را در دانشگاه عالی دفاع ملی گذراند. او هم‌اکنون از اعضای هیئت علمی دانشگاه عالی دفاع ملی می‌باشد.

## سوابق
- فرماندهی آموزش تفنگداران دریایی منجیل
- فرماندهی تیپ یکم تفنگداران دریایی بندرعباس
- جانشین فرمانده منطقه یکم دریایی نداجا
- فرمانده مرکز آموزش دریایی رشت
- فرمانده منطقه چهارم دریایی نداجا
- جانشین معاون هماهنگ‌کننده ارتش
- معاون امور اجرایی و پشتیبانی رزمی ستاد مشترک ارتش
- جانشین فرمانده نیروی دریایی ارتش
- فرماندهی نیروی دریایی ارتش
- معاون هماهنگ‌کننده فرمانده کل ارتش (رئیس ستاد مشترک ارتش)[۲۴]

## فرماندهی نیروی دریایی ارتش
سیاری هفتمین فرمانده نیروی دریایی ارتش بود، که پس از وقوع انقلاب ۱۳۵۷، این مسئولیت را برعهده داشت. در دوران فرماندهی او، نیروی دریایی به دستاوردهایی در زمینه ساخت ناوشکن جماران ۱ و ۲، ساخت انواع شناورهای سطحی و زیرسطحی، حضور و پیشروی در آب‌های آزاد، تأمین امنیت ناوگان حمل‌ونقل دریایی کشور و نیز مقابله با دزدان دریایی دست یافت.

### نشان درجه یک فتح

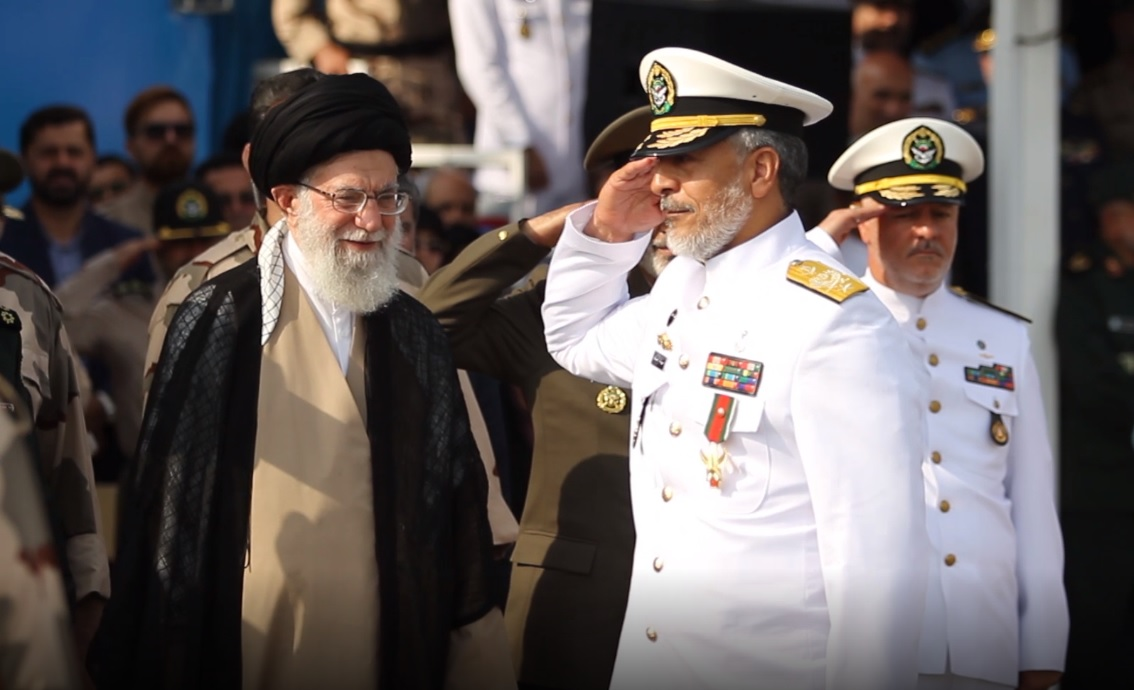
سیاری در هنگام دریافت نشان فتح درجه یک، در شهریور ۱۳۹۷

حبیب‌الله سیاری به «پاس خدمات شایسته و صیانت از مرزهای آبی کشور و دریای عمان، حفظ منافع ملی و اهتزاز پرچم ایران در آب‌های آزاد، اهتمام به نوسازی تجهیزات و آبادانی سواحل مکران در مدت تصدی فرماندهی نیروی دریایی ارتش جمهوری اسلامی ایران»، نشان درجه یک فتح را دریافت کرد. این نشان در تاریخ ۱۸ شهریور ۱۳۹۷ در مراسم تحلیف و دانش‌آموختگی دانشجویان دانشگاه‌های افسری ارتش، در دانشگاه امام خمینی نیروی دریایی، با حضور سیدعلی خامنه‌ای، بر سینه دریادار سیاری نصب شد.

## نشان‌های دولتی
| نشان                | درجه   | نشان سینه | تاریخ دریافت | رئیس‌جمهور       | علت دریافت |
| ------------------- | ------ | --------- | ------------ | --------------- | --- |
| نشان لیاقت و مدیریت | درجه ۲ |           | ۶ آبان ۱۳۹۱  | محمود احمدی‌نژاد | اجرای پروژه‌های پدافند غیرعامل در مناطق و پایگاه‌های ناوگان جنوب، ساخت «ناوهای موشک‌انداز کلاس پیکان» در راستای ارتقای توان بازدارندگی، ساخت ناوشکن‌های «سهند» و «ولایت» در ناوگان شمال و جنوب و ساخت زیردریایی‌های کلاس «غدیر السابحات» در کارخانجات منطقه یکم نداجا و… |

## جایزه‌ها و نشان‌های افتخار
این بخش شامل نشان‌ها و جایزه‌های رسمی حبیب‌الله سیاری است، که بر روی لباس همسان او نصب می‌شود، ولی جایزه‌های غیرنظامی و غیررسمی را در برنخواهد داشت.

### آرم‌ها
| آرم‌های سینه               |                         |
| رزم آبی خاکی نیروی دریایی | چتربازی درجه ۳          |
| نیروهای ویژه دریایی       | افسر زیردریایی نداجا    |
| هیئت معارف جنگ            | دانشگاه فرماندهی و ستاد |
| دانشگاه عالی دفاع ملی     | آجا                     |

| آرم‌های بازو      |                         |
| ستاد مشترک ارتش  | فرماندهی تکاوران دریایی |
| تفنگداران دریایی | تکاوران دریایی          |

### نوار نشان‌ها
|  |  |  |
|  |  |  |
|  |  |  |
|  |  |  |
|  |  |  |

### نام نشان‌ها
|                        | نشان فتح درجه یک    |              |
| نشان جهاد              | نشان دانش           | نشان لیاقت   |
| نشان ورزش              | نشان ایثار          | نشان جانبازی |
| دوره سوم دانشگاه افسری | دوره علوم استراتژیک | دوره دافوس   |
| دوره دوم دانشگاه افسری | دوره مقدماتی        | دوره عالی    |

## نگارخانه
- حبیب‌الله سیاری در جمع تکاوران نیروی دریایی
- حبیب‌الله سیاری در دوران آموزشی ارتش
- حبیب‌الله سیاری در دوران آموزشی ارتش
- حبیب‌الله سیاری در جمع تکاوران نیروی دریایی
- حبیب‌الله سیاری در جمع تکاوران گردان یکم نیروی دریایی در نبرد خرمشهر